# Битва под Жолквой
Би́тва под Жо́вквой — сражение между Украинской Галицкой Армией и польскими войсками за Жолкву в ходе Польско-украинской войны с 6 по 11 января 1919 года. Жолква имела стратегическое значение в боях за Львов, поэтому этим населённым пунктом хотели обладать поляки.
6 января польская армия от Равы-Русской попыталась пробиться в осаждённый Львов. Основной удар пришёлся по Жолкве, которая находилась в тылу группы войск УГА «Север». В результате группа «Север» понесла больши́е потери и вынуждена была отступить. Поляки получили «коридор» для подвоза боеприпасов и подкреплений в осаждённый Львов.
Однако 11 января части УГА на этом участке фронта были восстановлены, и в тыл польских войск был нанесён удар. Жолква вновь попала под контроль украинцев. Дальнейшие попытки поляков овладеть этим пунктом пресекались. В результате битвы поляки смогли пробиться во Львов, но понесли большие потери. УГА захватила часть обозов с припасами и оружием, которые польская армия пыталась доставить во Львов.